# Comisión Administradora del Río Uruguay
La Comisión Administradora del Río Uruguay (CARU) es un organismo internacional creado por las repúblicas de Argentina y Uruguay para una administración conjunta del Río Uruguay en el tramo que comparten ambos países.
El Estatuto del Río Uruguay, suscrito el 26 de febrero de 1975, tiene como principal antecedente el Tratado de Límites del Río Uruguay del 7 de abril de 1961.
El propósito de su creación responde a la idea de contar con un mecanismo idóneo para un "óptimo y racional aprovechamiento del Río" (Art.1° del Estatuto).
La CARU reglamenta los distintos usos que se le pueden dar al río (navegación, pesca, lecho y subsuelo, etc.). Esta reglamentación queda establecida en el Digesto sobre usos del Río Uruguay.